# Hermann Kletke
Gustav Hermann Kletke, född den 14 mars 1813 i Breslau, död den 2 maj 1886 i Berlin, var en tysk skriftställare.
Kletke inträdde 1849 i redaktionen för "Vossische Zeitung", vars huvudredaktör han var 1867-80, och redigerade 1880-85 denna tidnings "Sonntagsbeilage". Han författade Gedichte (samlade 1881), men gjorde sig mera känd som författare av böcker för den uppväxande ungdomen, såsom Märchensaal aller Völker (3 band, 1845), Kinderlieder (1846; 2:a upplagan 1857), samt en mängd natur- och folkskildringar (av vilka flera översattes till svenska), antologier med mera.